# Rheinischer Sagenweg
Der Rheinische Sagenweg ist eine deutsche Ferienstraße, die sich über 586 Kilometer erstreckt. Seit dem Jahr 2005 werden auf dieser touristischen Route Rhein, Mosel, Lahn und Nahe besucht, 48 Orte und mehr als 100 Sehenswürdigkeiten. Die Route wurde im Jahr 2016 neu positioniert und in Route der Rheinromantik umbenannt. 
Die Route verläuft von Düsseldorf, Neuss über Köln bis nach Mainz, Wiesbaden, entlang beider Ufer des Rheins. Der Rheinsteig deckt sich mit einem Teil der Ferienstraße und eröffnet die Möglichkeit das romantische Rheintal zu erwandern.
Die Köln-Düsseldorfer Deutsche Rheinschiffahrt fährt fast alle Stationen der Ferienstraße an. Eine Schiffstour zu den märchenhaften Orten ist ebenfalls möglich. Auch lassen sich mit dem Rad entlang der Flüsse die Stationen der Ferienstraße anfahren.

## Verlauf des Rheinischen Sagenwegs
Die einzelnen Stationen mit den zugehörigen Sagen und Geschichten sind:
| Station                            | Sage/Geschichte                                                     |
| ---------------------------------- | ------------------------------------------------------------------- |
| Düsseldorf                         | Die weiße Frau im Schlossturm                                       |
| Neuss                              | Der Fetzer – Räuberhauptmann im Rheinlande                          |
| Köln                               | Die Heinzelmännchen zu Köln                                         |
| Rhein-Erft-Kreis                   | Der Gymnicher Ritt                                                  |
| Bonn – Bad Godesberg               | Die Sprengung der Godesburg oder Warum das Rheinland katholisch ist |
| Königswinter                       | Siegfrieds Kampf auf dem Drachenfels                                |
| Unkel                              | Die Unkeler Verlobung                                               |
| Remagen                            | Der Rolandsbogen und die Sage vom Ritter Roland                     |
| Linz am Rhein                      | Die Linzer Strünzer                                                 |
| Bad Hönningen                      | Die „Zerstörung“ von Schloss Arenfels                               |
| Bad Neuenahr – Ahrweiler           | Apollinaris                                                         |
| Bad Breisig                        | Spuk am Mühlenteich                                                 |
| Brohltal/Maria Laach               | Die Lilie zu Laach                                                  |
| Andernach                          | Die Andernacher Bäckerjungen                                        |
| Mayen                              | Die heilige Genofeva                                                |
| Westerwald                         | Die Gründung der Abtei Marienstatt                                  |
| Neuwied                            | Der große Sozialreformer Friedrich Wilhelm Raiffeisen               |
| Untermosel                         | Sagen und Legenden von der Untermosel                               |
| Burg Eltz                          | Der durchlöcherte Harnisch                                          |
| Treis-Karden                       | Der Riese im Treiser Schock                                         |
| Cochem                             | „Cochemer Stückelchen“                                              |
| Bad Ems                            | Die „Emser Depesche“                                                |
| Nassau                             | Nur der Nassauer ist kein „Nassauer“                                |
| Diez                               | Die heldenhafte Diezer Landesmutter                                 |
| Limburg an der Lahn                | Der heilige Lubentius                                               |
| Koblenz                            | Der „Augenroller“                                                   |
| Lahnstein                          | Das tragische Schicksal der Idilia Dubb                             |
| Braubach                           | Wie die Marksburg zu ihrem Namen kam                                |
| Kamp-Bornhofen                     | Die „Feindlichen Brüder“                                            |
| Rhens                              | Die Rhenser Eierspende                                              |
| Boppard                            | Ein Märchen geht um die Welt                                        |
| St. Goar/St. Goarshausen           | Die Loreley                                                         |
| Kaub/Lorch                         | Der Freistaat Flaschenhals                                          |
| Oberwesel                          | Die „Sieben Jungfrauen“                                             |
| Bacharach                          | Die Geisterrunde von Bacharach                                      |
| Bingen am Rhein                    | Der Binger Mäuseturm                                                |
| Stromberg                          | Der „Deutsche Michel“                                               |
| Bad Kreuznach                      | Auf den Spuren des historischen Dr. Faust                           |
| Bad Münster am Stein-Ebernburg     | Die Sage vom Rheingrafenstein                                       |
| Bad Sobernheim                     | Hildegard von Bingen und der Disibodenberg                          |
| Kirn                               | Die Sagen vom Trübenbach                                            |
| Idar-Oberstein                     | Sühne für einen Brudermord                                          |
| Rüdesheim/Assmannshausen           | Im „Geist“ der Revolution                                           |
| Geisenheim/Schloss Johannisberg    | Die Entdeckung der Spätlese                                         |
| Oestrich-Winkel                    | „Nicht nur aus Stein allein…“                                       |
| Eltville am Rhein/Kloster Eberbach | Wie Kloster Eberbach zu seinem Namen kam                            |
| Wiesbaden                          | Wie Wiesbaden zu seinen Quellen kam                                 |
| Mainz                              | Das Wappen von Mainz                                                |